# 碎斑青鳳蝶
碎斑青鳳蝶（學名：Graphium chironides）是屬於鳳蝶科的一種蝴蝶，是青鳳蝶屬的一種。分佈於中國長江以南各個省區，此外亦廣泛分佈於南亞次大陸至馬來半島一帶東南亞地區。模式產地為印度大吉嶺。一年多代，成蟲多見於2-10月。幼蟲的寄主為木蘭科的白蘭、黃玉蘭、深山含笑等植物。
拉丁學名的種小名「chironides」源自古希臘語「Χείρων」（Kheírōn），即奇倫（Chiron）。是希臘神話中的半人馬族賢人。

## 分佈
中國（浙江、福建、廣東、廣西、海南）、印度、緬甸、泰國、寮國、馬來西亞、印尼。

## 形態
翅膀底色呈褐色，斑紋淡綠色或淺黃色。前翅有3列斑紋：在中室的一列有5個小斑，在亞外緣的一列有10個小斑，第三列為兩列之間的長形斑，從前緣開始逐漸增大至後緣位置。後翅的亞外緣有1列點狀斑紋，翅膀基半部有6個長短不一的淡綠色斑點。
| - 背面形態 - 腹面形態 |

## 亞種
- G. c. chironides 指名亞種 - 分佈於中國雲南南部及印度阿薩姆邦等地[5]:180
- G. c. clanis 華東亞種 (Jordan, 1909) - 分佈於中國浙江、福建等地[4]
- G. c. malayanum Eliot, 1982 - 分佈於馬來西亞[5]
- G. c. punctatus Page & Treadaway, 2014 - 分佈於寮國與泰國南部[3]

## 近似種
- 黎氏青鳳蝶 Graphium leechi - 該種翅面斑紋呈灰綠色，前翅頂角較不突出
- 木蘭青鳳蝶 Graphium doson - 該種後翅基半部青色斑紋連合
- 深深青鳳蝶 Graphium bathycles - 該種前翅亞外緣點列比較圓潤

| - 木蘭青鳳蝶 G. doson - 深深青鳳蝶 G. bathycles |

## 文獻
- Wallace, A. R. . Transactions of the Linnean Society of London. 1865, 25 (1): 1–71. doi:10.1111/j.1096-3642.1865.tb00178.x （英语）.
- Rothschild, L. W. . Novitates Zoologicae. 1895, 2 (3): 167–463 （英语）.
- Corbet, A. S.; Pendlebury, H. M. . Malayan Nature Society. 1992: p. 76, pl. 6, f. 2. ISBN 983-9681-05-2 （英语）.

## 外部連結
- 维基共享资源上的相關多媒體資源：碎斑青鳳蝶
- 維基物種上的相關：碎斑青鳳蝶